# احمرار الجلد
احمرار الجلد هو مرضٌ جلديٌ التهابيٌ يتميز باحمرارٍ وتقشرٍ يؤثر على كامل سطح الجلد تقريبًا. ينطبق هذا المصطلح عندما يتأثر 90% أو أكثر من الجلد.
تُفرق المراجعة العاشرة للتصنيف الدولي للأمراض (ICD-10) بين «exfoliative dermatitis» (بالعربية: التهاب الجلد التقشري) في L26، و«erythroderma» (بالعربية: احمرار الجلد) في L53.9.

## الأسباب
لا يعرف السبب المباشر لهذا المرض ولكن لبعض الاعراض علاقة بانتشاره، وقد لوحظ اصابة الأشخاص الذين عندهم اصابة بالاضطراب الاستشرائي، أو المصابين بالصدفية،أو التهاب الجلد التماسي)؛ واحيانا قد تكون علاقة الإصابة بالتهاب الجلد المقشر تناول بعض الأدوية الجهازية مثل. بنسلين، سلفوناميدات، إيزونيازيد، فينيتوين، أو الباربتيورات. أو العوامل الموضعية المهيجة للجلد. ومن أهم اسباب انتشار هذا المرض هي:
- -مجهول السبب - 30%
- -الحساسية من الادوية - 28%
- -الإصابة بالتهاب الجلد الدهني - 2%
- - الإصابة بالتهاب الجلد التماسي - 3%
- -التهاب الجلد التأتبي - 10%
- -سرطان الغدد الليمفاوية وسرطان الدم - 14%
- -الإصابة بالصدفية - 8%

## التشخيص
عند التشخيص يقوم طبيب الجلدية بمحاولة معرفة العوارض وكيفية الإصابة عند سماعه للمريض.لان الخزعة قد لا تكون مفيدة بشكل مباشر لمعرفة التشخيص ولكنها تفيد في معرفة الفطار الفطراني الذي يمكن تشخيصه بواسطة الخزعة الجلدية .اما اللمفوما بواسطة خزعة العقدة اللمفية. متلازمة سيزاري Sezary يمكن أن تشخص بواسطة اللطخة الدموية. 

## العلاج
يتم العلاج حسب الإصابة لكل حالة فمثلا :إذا كانت الإصابة بسبب تناول الأدوية الجهازية والموضعية، يجب أن يتوقف المريض عن تعاطيها ويمكن استبدالها بأدوية غير مشابهة كيميائياً.وفي عدم جدوى التدابير الموضوعية قد يعطى الكورتيكوستيروئيدات الفموية .
إن البترولاتوم المطبق بعد الاستحمام يعطي راحة مؤقتة.